# Ilha continental

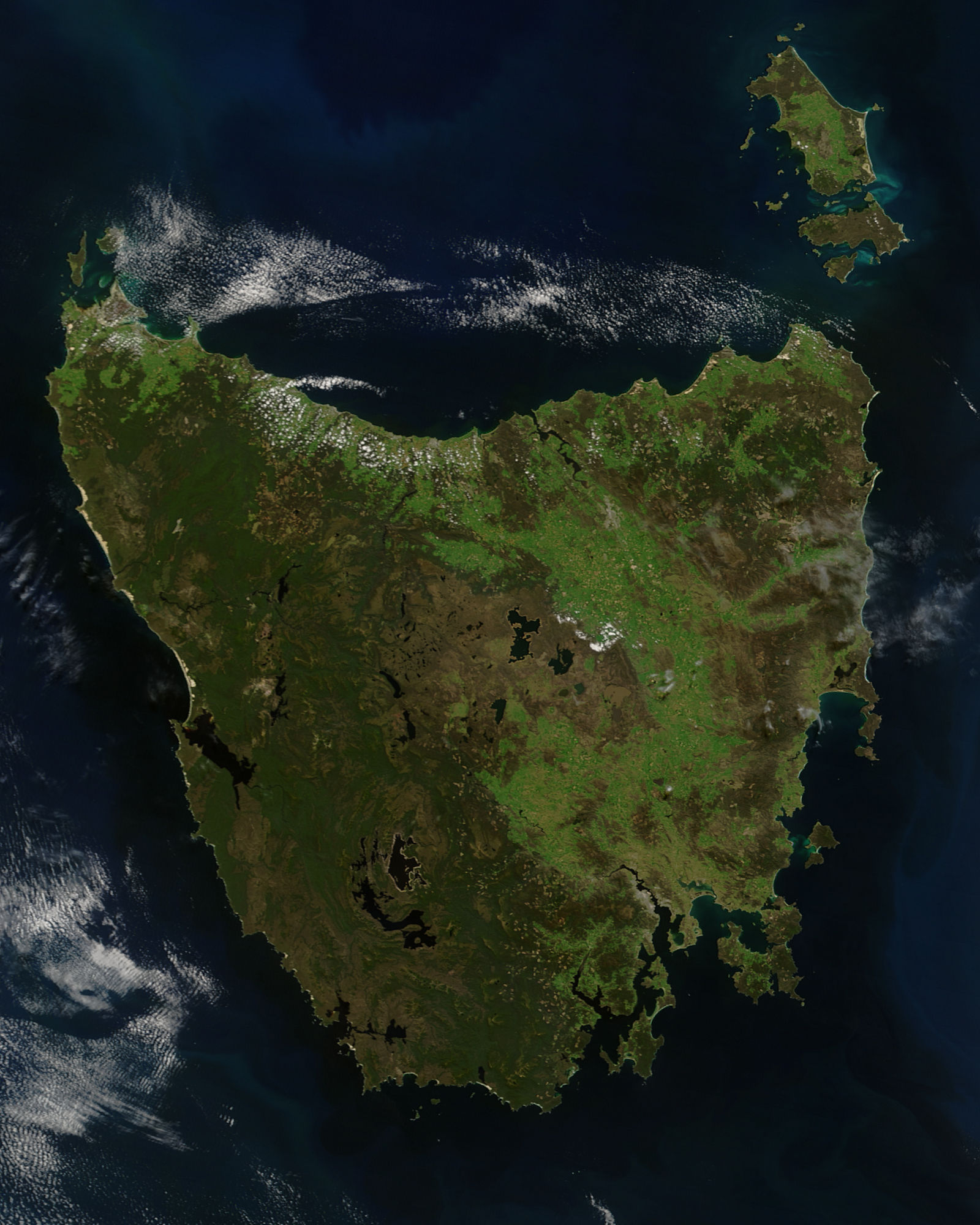
Tasmânia vista a partir de um satélite da NASA.

Designa-se como ilha continental uma ilha situada na plataforma continental de um continente. Como exemplos incluem-se:
- Bornéu, Java e Samatra, na plataforma da Ásia;
- Nova Guiné, Tasmânia, e ilha Kangaroo, na plataforma da Austrália;
- Grã-Bretanha, Irlanda, e Sicília, na plataforma da Europa;
- Gronelândia, Terra Nova, Long Island, e ilha Sable, na plataforma da América do Norte;
- Barbados, Trinidad e Chiloé, na plataforma da América do Sul.

Um tipo especial de ilhas continentais são as ilhas microcontinentais, que se formaram quando um continente sofreu um rifte. Como exemplos encontram-se Madagáscar e Socotorá, ao largo da África, as ilhas Kerguelen, Nova Caledónia, as ilhas da Nova Zelândia, e algumas das Seychelles.